# Ландскруна
Ландскру́на (швед. Landskrona) — портове місто в південно-західній Швеції в лені Сконе, на березі протоки Ересунн.

Ландскруна на березі протоки Ересунн

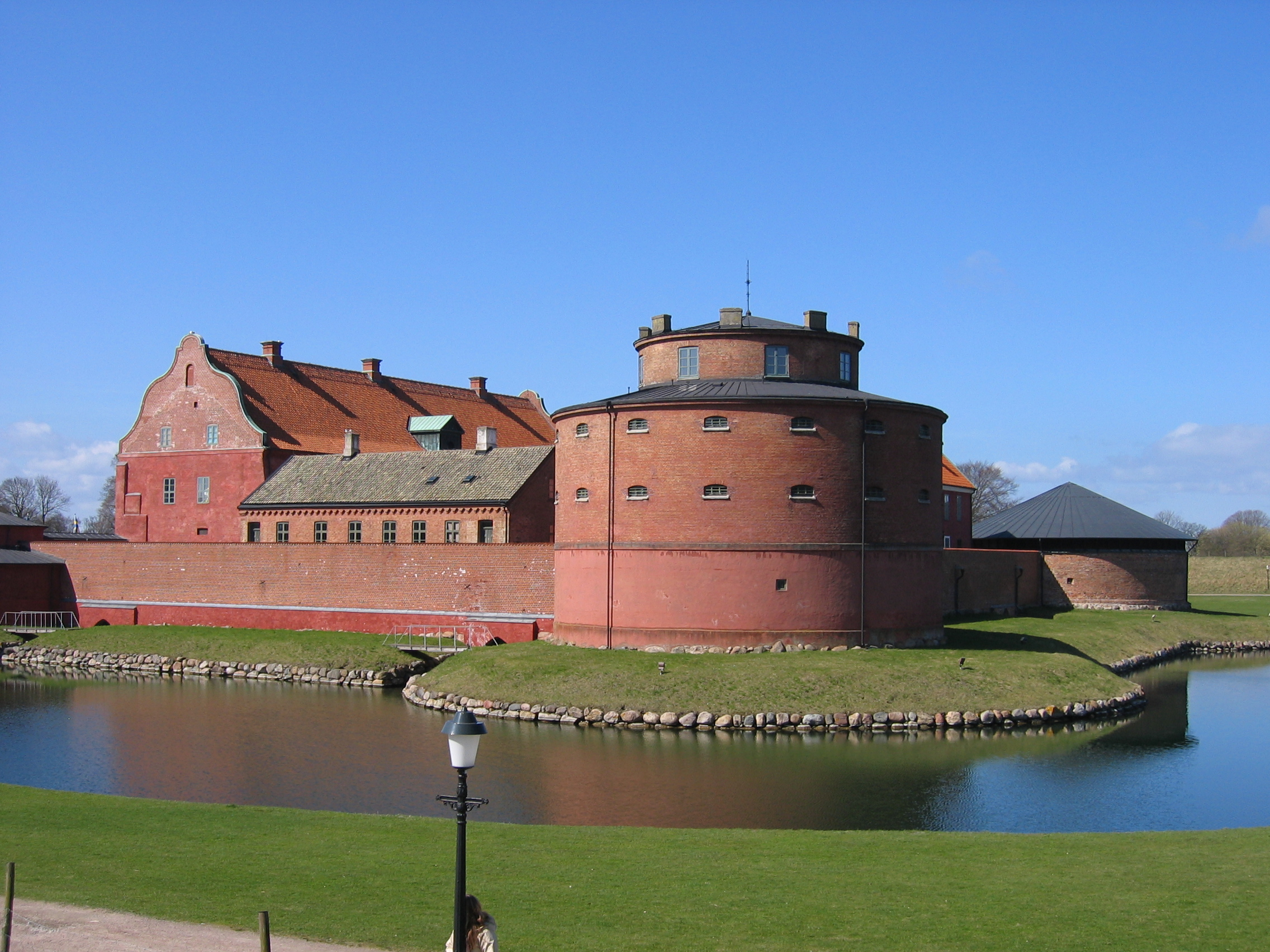
Цитадель

Населення 40 тис. мешканців (2006). Площа 302,5 км². Адміністративно муніципалітет Ландскрони включає також з 1959 року острів Вен.
У місті розвинені хімічна, машинобудівна та військова промисловості.
Залізнична станція та морський порт.
З 2003 року в місті працює тролейбусний транспорт.

## Історія
Ландскруна розташована у вигідній для суден бухті. Поселення отримало права міста 1413 року, воно відіграло важливу роль в історії Швеції та Данії. Місто підтримало скинутого данського короля Христіана II і виступило проти данської Реформації 1535 року. Король Христіан III побудував у Ландскруні замок для оборони бухти; будівництво завершили 1560 року. У 1656 Ландскруна та її околиці відійшли до Швеції. Місто як зручний і добре захищений порт планували перетворити на великий торговий центр. Замок укріпили новими бастіонами; площа в межах рову сягнула 400×400 м; замок визнали найпотужнішим і найсучаснішим у Скандинавії. Після облоги 8 липня — 2 серпня 1676 року містом знов заволоділи данці. Надалі Ландскруна поступово втрачає своє значення. Під час тривалих шведсько-данських воєн шведською морською базою стала Карлскруна, більш віддалена від данських берегів. Функції торгового центра перейшли до Мальме, хоча там і була відсутня (до кінця XVIII ст.) зручна гавань. Міські укріплення були розширені в 1747—1788 роках, проте вже в 1822 році ухвалили рішення про їх знесення. 1869 року ландскрунський гарнізон скасували. Стіни та рови укріплень збереглися.

## Відомі люди
- Сельма Лагерлеф — письменниця, лауреат Нобелівської премії з літератури (1909). У Ландскруні працювала вчителькою в школі для дівчаток (1885—1895). Одна з вулиць міста названа на її честь.

### Уродженці
- Якоб Левін (*1890 — †1945) — шведський футболіст, захисник.
- Майгуль Аксельссон (* 1947) — шведська письменниця, журналіст і соціолог-дослідник.
- Альвар Гульстранд (1862—1930) — офтальмолог, лауреат Нобелівської премії з фізіології та медицини (1911).
- Анна Труберг (* 1974) — шведський політик, письменник, блогер і перекладач.